# André Lislevand
André Lislevand (* 1993 in Verona) ist ein norwegisch-italienischer Gambist. Er ist der Sohn des norwegischen Lautenisten und Gitarristen Rolf Lislevand.

## Leben und Werk
André Lislevand wurde 1993 in Verona geboren. Er kam über seine Eltern früh in Kontakt mit Barock- und Popmusik, die seine Eltern beide spielten. Im Alter von 11 Jahren begann er bei Alberto Rasi am Konservatorium von Verona zu studieren. Im Alter von 16 Jahren begann er, mit verschiedenen Ensembles für Alte Musik in Europa zusammenzuarbeiten und trat mit diesen bei Festivals und Konzerten auf. Er spielte mit dem Barockorchester von Villa Contarini unter Alberto Rasi und dem Trondheim Barokk unter Sigiswald Kuijken. 2014 beendete er seine Ausbildung bei Alberto Rasi mit Bestnoten und Auszeichnung. 2013 nahm er bei Paolo Pandolfo ein Studium an der Schola Cantorum Basiliensis auf. In dieser Zeit trat er unter anderem mit dem Barockorchester La Cetra, Tonhalle Orchester Zürich, den Münchner Philharmonikern, dem norwegischen Solistenchor, dem Ensemble Mare Nostrum oder dem Trondheim Barokk auf. Er arbeitete mit Künstlerpersönlichkeiten wie Andrea Marcon, Paul Mccreesh, Lorenz Duftschmid oder Grete Pedersen zusammen. 2015 erwarb er sich den Bachelor of Music and Arts und 2017 den Master of Music and Arts an der Schola Cantorum Basiliensis. 2017 wurde er in die Postgraduiertenklasse von Vittorio Ghielmi am Mozarteum in Salzburg aufgenommen, wo er bis 2019 studierte. Zusammen mit dem Theorbespieler Jadran Duncumb, der Cembalistin Paola Erdas und seinem Vater Rolf Lislevand gab er 2019 beim Label Arcana unter dem Titel „Antoine Forqueray: Forqueray Unchained“ seine Debüt-CD heraus.